# Zvezdà (mòdul de l'ISS)
|  | Per a altres significats, vegeu «Zvezdà (Krasnodar)». |

El Zvezdà (en rus: Звезда, que vol dir "estrella"),  DOS-8, també conegut com a Mòdul de Servei Zvezdà, és un component de l'Estació Espacial Internacional (EEI). Aquest mòdul va ser el tercer llançat a l'estació, i proporciona alguns dels  sistemes de suport de vida de l'estació, així com allotjament per a dos tripulants. És el centre funcional i estructural de la part  russa de l'estació - el segment orbital rus.
El mòdul va ser fabricat per S.P. Korolev Rocket and Space Corporation Energia i actualment és l'únic mòdul de construcció russa i finançat per Rússia a més del  Pirs (el Zarià va ser construït per Rússia, però va ser finançat i és propietat dels Estats Units). El Zvezdà va ser llançat en un  coet Proton el 12 de juliol de 2000, i s'acoblà al Zarià el 26 de juliol. El coet utilitzat per al llançament va ser un dels primers a portar  publicitat, va ser adornat amb el logotip de la cadena de menjar ràpid Pizza Hut, pel qual la companyia va informar haver de pagar més d'un milió de  dòlars.

## Orígens
La carcassa estructural bàsic del Zvezdà, conegut com a "DOS-8", va ser inicialment construït a mitjan anys vuitanta per ser el nucli de l'estació espacial Mir-2. Això significa que el Zvezdà és similar en la seva distribució al mòdul central (DOS-7) de l'estació espacial  Mir. De fet va ser etiquetat en la fabricació com "Mir-2" durant un curt període. D'aquesta manera, la seva línia de disseny es retrotrau a les originals estacions Saliut. La carcassa espacial va ser acabat el febrer de 1985 i els equips principals del seu interior van ser instal·lats per a octubre de 1986.

## Disseny
El Zvezdà consisteix en un "Compartiment de Treball" cilíndric on la tripulació treballa i viu, una "Cambra de Transferència" cilíndrica que té un port d'atracada, un "Compartiment d'Assemblatge" despressuritzat voltant de la Cambra de Transferència, i un "Compartiment de Transferència "esfèric amb tres ports d'atracada. El component pesa 18.051 kg i té una longitud de 13,1 m. Els panells solars s'estenen fins als 29,7 m.
El "Compartiment de Transferència" està connectat al mòdul Zarià, i té ports d'acoblament previstos per a la Science Power Platform i el Universal Docking Module. Actualment el port inferior conté el  Compartiment d'embarcament russa i l'altre està lliure. Podria usar-se com una resclosa d'aire, però, si falla l'escotilla, seria impossible viatjar a la resta de l'estació, així que aquesta capacitat mai ha estat emprada. Quan arribi el Mòdul Laboratori Multipropósit, abans del llançament, dos tripulants de l'Expedició 18 traguessin el Compartiment d'embarcament, col·locant al port zenit del Zvezdà, i laran i activaran el Laboratori Multipropósit i el Braç Robòtic Europeu.
El "Compartiment d'Assemblatge" manté equips externs com ara propulsors, antenes, i tancs de propelant.
La "Cambra de Transferència" està equipada amb equips per l'acoblament automàtic i és usada per revisar les  naus Soiuz i les  naus Progress.
El Zvezdà conté dormitoris per a dos cosmonautes, una cinta per córrer proporcionada per la NASA i una bicicleta per exercicis, vàters i altres instal·lacions d'higiene i una cuina amb nevera i congelador. Conté l'ordinador principal per orientació i navegació. Té un total de 14 finestres - tres finestres de 20 cm de diàmetre el Compartiment de Transferència davanter, una de 40 cm al Compartiment de Treball, una en cada compartiment de tripulació, i diverses més. A més conté el sistema  Elektron que s'electrolitza la humitat condensada i les aigües residuals per proporcionar hidrogen i oxigen. Es expulsa l'hidrogen a l'espai i l'oxigen s'usa per respirar. L'aigua condensada i les aigües residuals es poden utilitzar per beure si cal, però comunament per això s'usa aigua fresca de la Terra. Hi ha 16 petits propulsors i dos majors per a la propulsió, i vuit bateries per emmagatzemar l'energia.
El sistema Elektron ha necessitat bastant treball de manteniment. Ha fallat diverses vegades i la tripulació ha hagut de recórrer als pots de  generadors d'oxigen sòlid (comunament denominats "Espelmes d'Oxigen", que van causar un foc a l'estació Mir) quan ha estat trencat durant llargs períodes. A més conté el Vozdukh, un sistema que elimina el diòxid de carboni de l'aire basat en l'ús d'absorbidors regenerables de gas. El Zvezdà ha estat criticat per ser excessivament sorollós i la tripulació ha necessitat utilitzar taps.

## Connexió a l'EEI
El 26 de juliol de 2000, el Zvezdà es va convertir en el tercer component de l'EEI quan es va acoblar al port de popa del Zarià. (El Zarià ja estava connectat al mòdul  mòdul Unity.) Després, al juliol, l'ordinador de bord del Zarià transferir les funcions de comandament de l'EEI a les computadores del Zvezdà.
L'11 de setembre de 2000, dos tripulants del transbordador espacial durant la missió STS-106 van completar les últimes connexions entre el Zvezdà i el Zarià: durant unes 6 hores, 14 minuts d'activitat extravehicular (EVA), l'astronauta Ed Lu i el cosmonauta Yuri Malenchenko connectar nou cables entre el Zvezdà i el Zarià, incloent quatre cables d'energia, quatre de vídeo i dades i un cable de fibra òptica per telemetria. L'endemà, els tripulants de la STS-106 surar dins el Zvezdà per primera vegada a les 12: 20 am CDT, el 12 de setembre de 2000.
El Zvezdà proporciona allotjament bàsic, un sistema de suport de vida, un sistema de comunicacions (El Zvezdà va introduir una xarxa Ethernet de 10 Mbit/s a l'EEI), la distribució de potència elèctrica, un sistema de processament de dades, un sistema de control de vol, i un sistema de propulsió. Des de llavors aquests sistemes i l'allotjament han estat complementats amb components addicionals de l'EEI.
Els dos motors principals del Zvezdà es poden utilitzar per elevar l'altitud de l'estació. Això va succeir el 25 d'abril de 2007. Aquesta va ser la primera vegada que els motors s'han fet servir des que el Zvezdà va arribar el 2000.

## Riscos del llançament
A causa de problemes financers, el Zvezdà va ser llançat sense reserva i sense assegurança. A causa d'aquest risc, la NASA havia construït un Mòdul de Control Provisional en cas que fos retardat significativament o fos destruït durant el llançament.

## Galeria
| - |